# Severobulgarska 1941
La Severobulgarska 1941 fu la 17ª edizione della massima serie del campionato di calcio bulgaro concluso con la vittoria dello Slavia Sofia, al suo quinto titolo. Il torneo si espanse sui nuovi territori conquistati in guerra.

## Formula
Venne abbandonata la formula del girone unico utilizzata nelle precedenti stagioni anche a causa dell'alto costo sostenuto dai club non di Sofia. Vennero quindi disputati campionati regionali con i vincitori ammessi alla fase ad eliminazione diretta nazionale.
Alcuni raggruppamenti qualificarono più squadre mentre altri nessuna a causa della scarsa competitività delle stesse.
Tutti i turni furono disputati con partite di andata e ritorno tranne la finale giocata in gara unica.
Era presente una squadra proveniente dalla Macedonia, in parte controllata dalla Bulgaria durante la Seconda guerra mondiale.

## Fase finale

### Primo turno
| Squadra 1               | Totale | Squadra 2                 | Andata | Ritorno |
| ----------------------- | ------ | ------------------------- | ------ | ------- |
| FK 13 Sofia             | 6 - 0  | Vladislav Varna           | 3 - 0  | 3 - 0   |
| Tsar Krum Byala Slatina | 7 - 1  | Petar Parchevich Plovdiv  | 6 - 1  | 1 - 0   |
| Levski Plovdiv          | 4 - 2  | Hadzhi Slavchev Pavlikeni | 4 - 1  | 0 - 1   |
| Napredak Ruse           | 3 - 4  | ZhSK Sofia                | 1 - 3  | 2 - 1   |
| Ticha Varna             | 1 - 2  | Slavia Sofia              | 1 - 2  | 0 - 0   |
| Makedonia Skopie        | 2 - 4  | Sportklub Plovdiv         | 2 - 1  | 0 - 3   |

### Secondo turno
| Squadra 1               | Totale | Squadra 2      | Andata | Ritorno     |
| ----------------------- | ------ | -------------- | ------ | ----------- |
| Slavia Sofia            | 4 - 1  | FK 13 Sofia    | 0 - 0  | 4 - 1       |
| Tsar Krum Byala Slatina | 2 - 3  | Levski Plovdiv | 0 - 0  | 2 - 3 (dts) |
| Sportklub Plovdiv       | 0 - 3  | ZhSK Sofia     | 0 - 2  | 0 - 1       |

### Semifinali
Il ZhSK Sofia fu ammesso direttamente alla finale
| Squadra 1      | Totale | Squadra 2    | Andata | Ritorno |
| -------------- | ------ | ------------ | ------ | ------- |
| Levski Plovdiv | 0 - 5  | Slavia Sofia | 0 - 3  | 0 - 2   |

### Finale
La partita di andata venne disputata il 21 e quella di ritorno il 28 settembre 1941. Entrambi gli incontri si giocarono a Sofia.
| Sofia 21 settembre 1941 | Slavia Sofia | 0 – 0 | ZhSK Sofia |  |

| Sofia 28 settembre 1941 | ZhSK Sofia | 1 – 2 | Slavia Sofia |  |

## Verdetti
- Slavia Sofia Campione di Bulgaria 1941